# Anna Solecka
Anna Solecka (Anna Solecka-Zach; * 10. Februar 1954 in Zamość, Polen) ist eine deutsche Malerin und Fotografin.

## Leben und Wirken
Anna Solecka studierte von 1974 bis 1977 an der Kunstakademie in Danzig und ist seit 1979 als freie Malerin tätig. Seit Mitte der 1980er Jahre arbeitet sie auch mit technischen Hilfsmittel. So entstanden 1987 erste Arbeiten mit dem Matrixdrucker, seit 1989 erarbeitet sie großformatige Bilder mit einem Plotter.
Anna Solecka war Vorsitzende des Bremer Verbandes Bildender Künstlerinnen und Künstler.
Anna Solecka war mit dem Maler und Objektkünstler Wolfgang Zach verheiratet. Sie lebt und arbeitet seit 1981 in Bremen und seit 2007 auch in Wuppertal.

## Auszeichnungen
- 1979: Jan Spychalski Preis, Posen, Polen
- 1980: Preis der Ausstellung Wintersalon in Radom, Polen
- 1992: 2. Preis, „Computergrafik“, Stadtsparkasse Karlsruhe[2]
- 2002: Kultur- und Bildungsverein Ostertor (KUBO): Preis „Der Große Ausdruck“ (gemeinsame Arbeiten mit Wolfgang Zach)

## Ausstellungen
Einzelausstellungen
- 1979: Galerie Sień Gdańska, Danzig
- 1980: Galerie Ściana Wschodnia, Warschau
- 1981: Galerie Gruppe Grün, Bremen
- 1981: Kunstverein Unna
- 1981: Galerie Schoof, Heidelberg
- 1981: Galerie Anne Voss, Dortmund
- 1984: Centre Portugal, Nantes
- 1985: Weserburg, Bremen (mit Hebe Sosa)
- 1985: Galerie Katrin Rabus, Bremen
- 1985: Galerie im Spieker, Borken/Westfalen
- 1988: Galerie Katrin Rabus, Bremen
- 1992: Galerie K, Cuxhaven (mit Wolfgang Zach)
- 1993: Galerie am Lambertihof, Oldenburg
- 1996: Galerie Koło, Danzig, Polen (mit Wolfgang Zach)
- 1999, 2001: Galerie Friesenstraße 30, Bremen
- 2000: Frühe Fotoarbeiten, KUBO, Bremen
- 2003: Galerie Anne Voss, Dortmund (gemeinsame Arbeiten mit Wolfgang Zach)
- 2003: Verein für Original-Radierung, München (gemeinsame Arbeiten mit Wolfgang Zach)
- 2004: Schloss Ritzebüttel, Cuxhaven (gemeinsame Arbeiten mit Wolfgang Zach)
- 2005: Das Verdeckte und das Sichtbare, Städtische Galerie Bremen[4]
- 2006: Über die Wirklichkeit, Galerie Friesenstraße 30, Bremen
- 2008: Roter Wald, Galerie Anne Voss, Dortmund
- 2010: Anna Solecka – Werke 2007 bis 2009-11-09, Galerie Friesenstraße 30, Bremen und Galerie Epikur, Wuppertal
- 2012: Gegenlicht, Galerie Anne Voss, Dortmund

Gruppenausstellungen
- 1983: 4 junge Künstler, Kunsthalle Bremerhaven
- 1990: artware, Cebit, Hannover
- 1991: Multimediale 2, ZKM Karlsruhe
- 1994: Dialog der Formen, Archäologisches Museum, Danzig
- 2002: formidable, Galerie Anne Voss, Dortmund
- 2003: Der Große Ausdruck, Städtische Galerie Bremen und Kunst- und Medienzentrum Adlershof, Berlin
- 2004: Zeichnung vernetzt, Städtische Galerie Delmenhorst (gemeinsame Arbeiten mit Wolfgang Zach)
- 2006: Menschenbilder, Kunstverein Eislingen (gemeinsame Arbeiten mit Wolfgang Zach)
- 2007: sixteen / thirty – two, Galerie für Gegenwartskunst, Bremen
- 2008: Melancholie, Psychoanalytisches Institut, Bremen
- 2008: Licht(H)-aus, Lichthaus Bremen
- 2009: Die unsichtbare Hand – Zeitgenössische Zeichnung, Städtische Galerie Delmenhorst, Delmenhorst
- 2010: Distanzierung von der Wirklichkeit Realität in der Kunst, Galerie Epikur, Wuppertal
- 2012: Tiefenschaerfe, Städtische Galerie Bremen
- 2019: Achtzehn Neunzehn, Barmer Kunsthalle, Wuppertal